# Brennnesseln
Die Brennnesseln (Urtica) bilden eine Pflanzengattung in der Familie der Brennnesselgewächse (Urticaceae). Die 30 bis 70 Arten kommen fast weltweit vor. In Deutschland nahezu überall anzutreffen sind die Große Brennnessel und die Kleine Brennnessel sowie seltener die Röhricht-Brennnessel und die Pillen-Brennnessel.

## Beschreibung

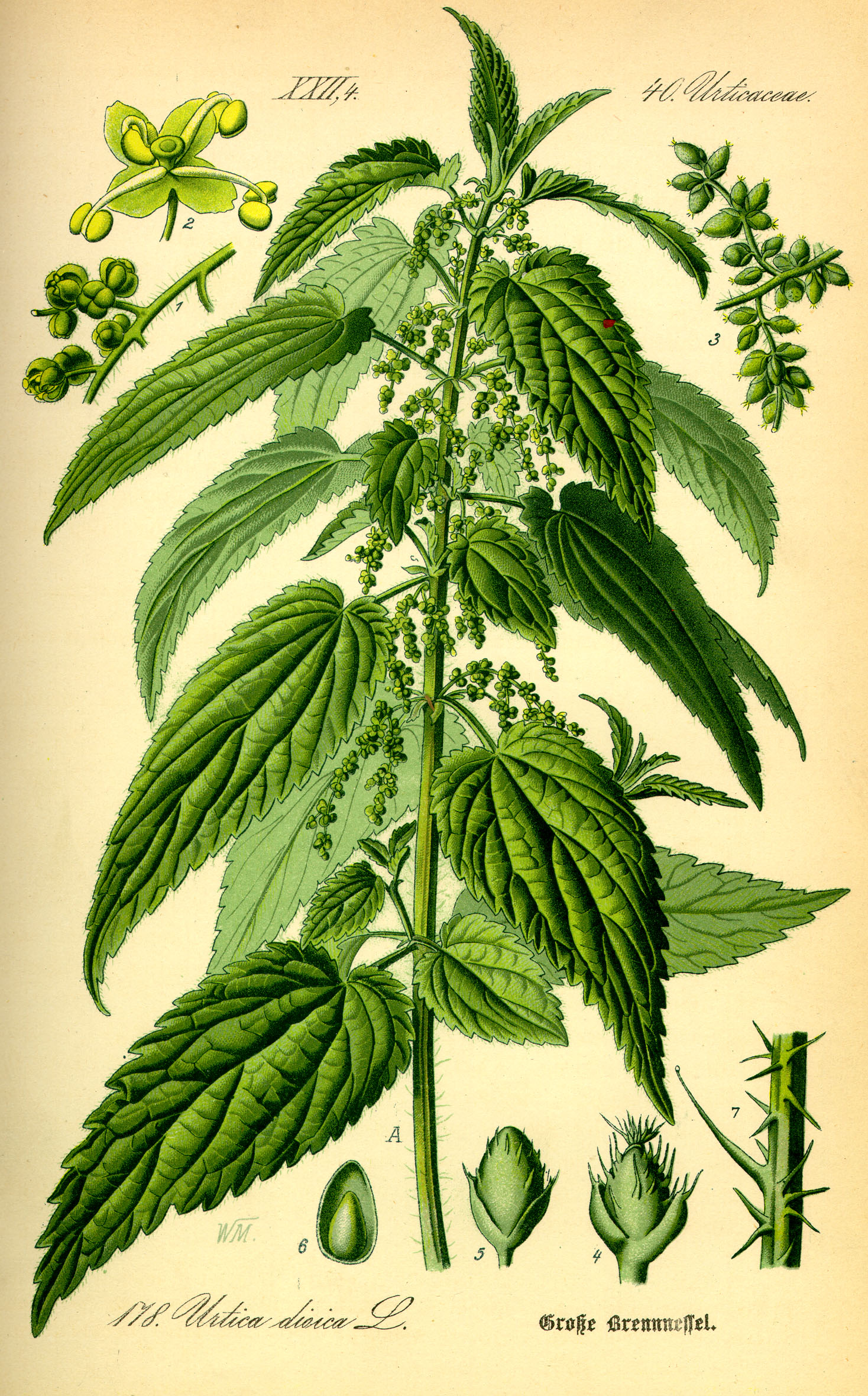
Illustration der Großen Brennnessel in Otto Wilhelm Thomé: Flora von Deutschland, Österreich und der Schweiz, 1885 in Gera.

### Vegetative Merkmale
Brennnessel-Arten wachsen als einjährige oder ausdauernde krautige Pflanzen, selten als Halbsträucher. Die in Mitteleuropa vertretenen Arten erreichen je nach Art, Standort und Nährstoffsituation Wuchshöhen von 10 bis 300 Zentimetern. Die ausdauernden Arten bilden Rhizome als Ausbreitungs- und Überdauerungsorgane. Die grünen Pflanzenteile sind mit Brenn- sowie Borstenhaaren besetzt. Ihre oft vierkantigen Stängel sind verzweigt oder unverzweigt, aufrecht, aufsteigend oder ausgebreitet.
Die meist kreuz-gegenständig an der Sprossachse angeordneten Laubblätter sind in Blattstiel und Blattspreite gegliedert. Die einfachen Blattspreiten sind elliptisch, lanzettlich, eiförmig oder kreisförmig und besitzen meist drei bis fünf (bis sieben) Blattadern. Der Blattrand ist meist gezähnt bis mehr oder weniger grob gezähnt. Die oft haltbaren Nebenblätter sind frei oder untereinander verwachsen. Die Zystolithen sind gerundet bis mehr oder weniger verlängert.

### Brennhaare

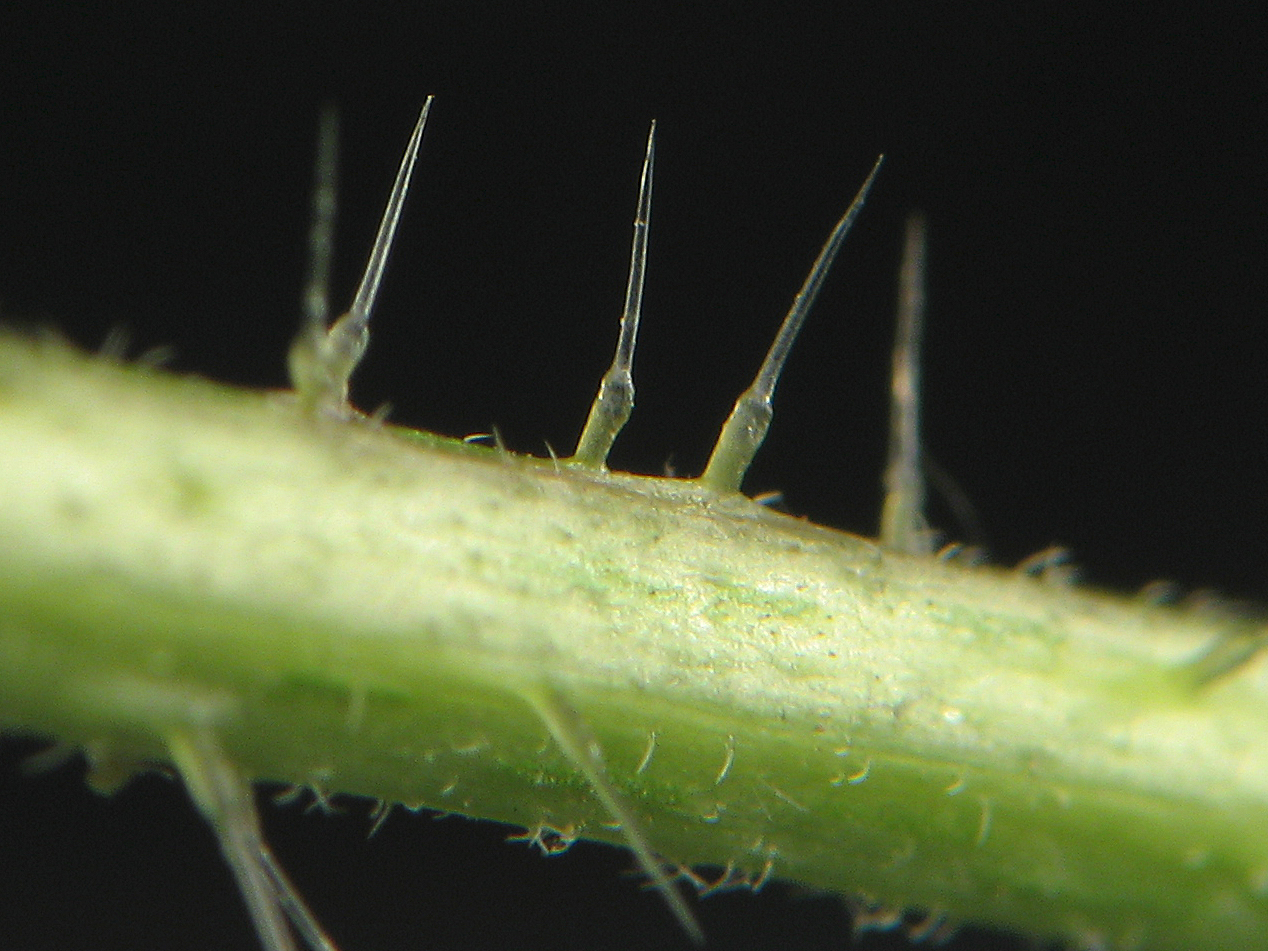
Brennhaare am Blattstiel einer Brennnessel, die Köpfchen sind zu erahnen

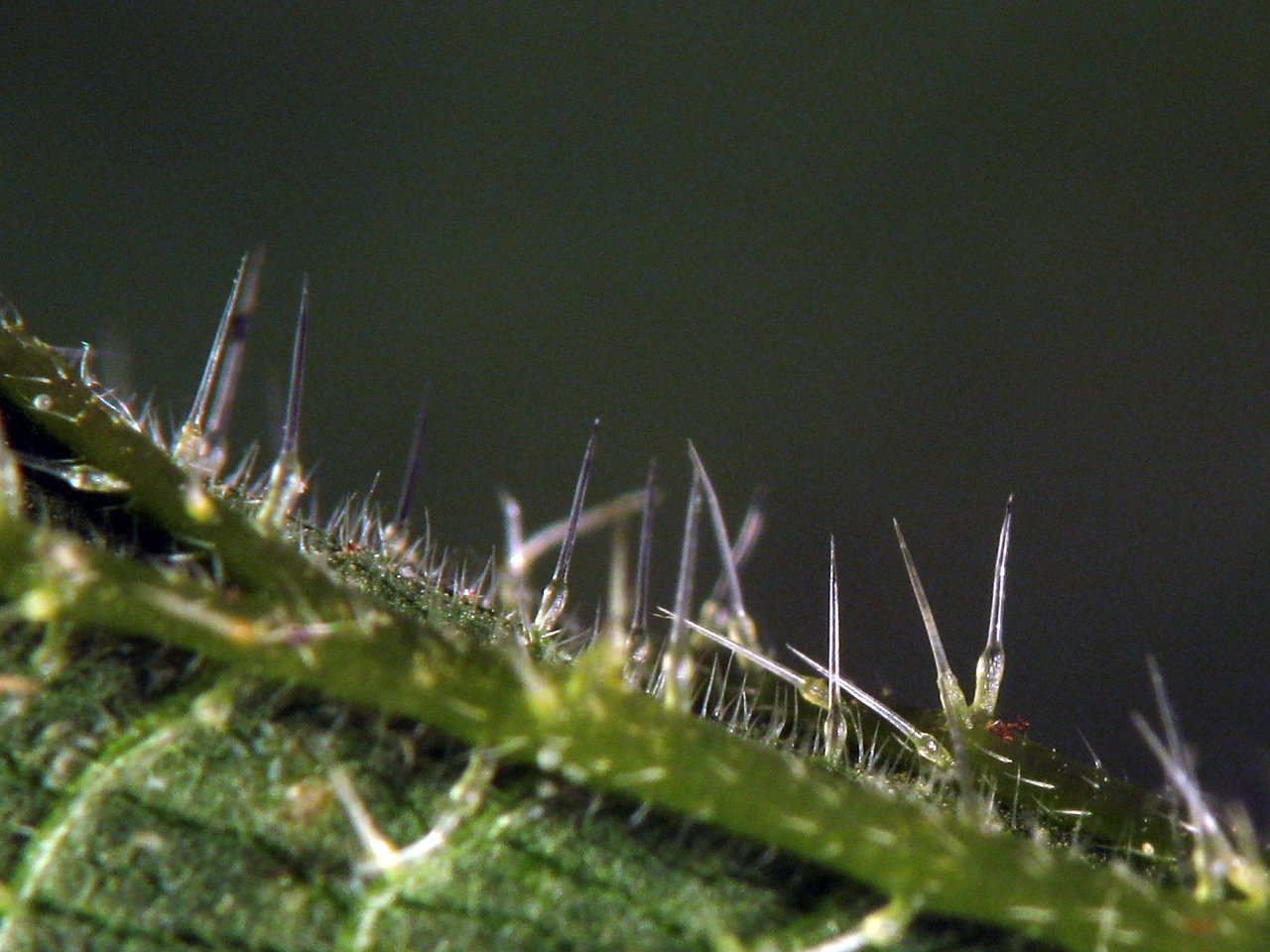
Brennhaare (groß) und normale Haare (klein) auf einem Blatt

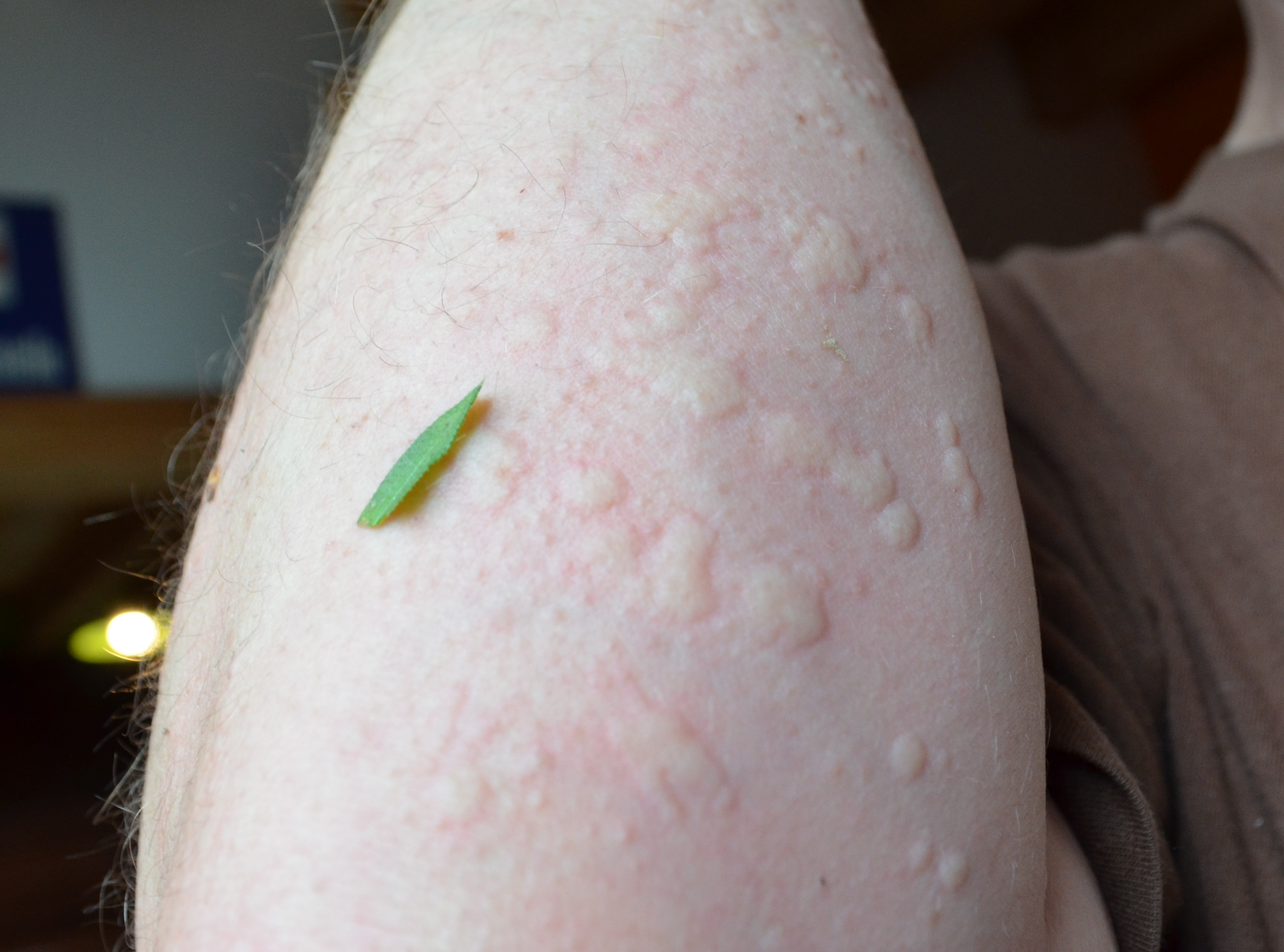
Quaddeln nach Hautkontakt mit Brennnesseln

Bekannt und unbeliebt sind die Brennnesseln wegen der schmerzhaften Quaddeln (Schwellungen), die auf der Haut nach Berührung der Brennhaare entstehen. Je nach Art sind die Folgen unterschiedlich schwer, so ist beispielsweise die Brennflüssigkeit der Kleinen Brennnessel (Urtica urens) wesentlich schmerzhafter als die der Großen Brennnessel (Urtica dioica).
Diese Brennhaare wirken als Schutzmechanismus gegen Fressfeinde und sind überwiegend auf der Blattoberseite vorhanden. Es sind lange, einzellige Röhren, deren Wände im oberen Teil durch eingelagerte Kieselsäure hart und spröde wie Glas sind. Das untere, flexiblere Ende ist stark angeschwollen, mit Brennflüssigkeit gefüllt und in einen Zellbecher eingesenkt, die Spitze besteht aus einem seitwärts gerichteten Köpfchen, unter dem durch die hier sehr dünne Wand eine Art Sollbruchstelle vorhanden ist.
Das Köpfchen kann schon bei einer leichten Berührung abbrechen und hinterlässt eine schräge, scharfe Bruchstelle, ähnlich der einer medizinischen Spritzenkanüle. Bei Kontakt sticht das Härchen in die Haut des Opfers, sein ameisensäurehaltiger Inhalt spritzt mit Druck in die Wunde und verursacht sofort einen kurzen, brennenden Schmerz und dann die erwähnten, mit Brennen oder Juckreiz verbundenen Quaddeln.
Weitere Wirkstoffe der Brennflüssigkeit sind Serotonin, Histamin, Acetylcholin und Natriumformiat. Bereits 100 Nanogramm dieser Brennflüssigkeit reichen aus, um die bekannte Wirkung zu erzielen. Histamin erweitert die Blutkapillaren und kann Reaktionen hervorrufen, die allergischen Reaktionen ähneln (diese werden unter anderem durch Freisetzung körpereigenen Histamins verursacht). Acetylcholin ist auch die Überträgersubstanz vieler Nervenendungen und für den brennenden Schmerz verantwortlich. Da fast alle Brennhaare nach oben gerichtet sind, lassen sich Brennnesseln mithilfe einer Überstreichung von unten nach oben relativ gefahrlos anfassen.
Auch ohne Eindringen der Brennhaare kann allein der Hautkontakt zur Brennflüssigkeit Folgen haben: Frischer Brennnessel-Schnitt verursacht bei Hautkontakt (z. B. beim Rasenmähen) zuerst keine Schmerzen, weil gebrochene Brennhaare nicht in die Haut stechen können und nur noch wenig Gift enthalten. Die spröden Brennhaare brechen bereits bei Mähmesser-Rotation und die Brennflüssigkeit fließt frei aus. Bei Benetzung empfindlicher Hautschichten mit Brennflüssigkeit (Knöchel- und Spannbereich) erfolgt eine späte Schmerzreaktion, da die Brennflüssigkeit nach Kontakt auf nervenloser Oberhaut (Epidermis) durch Poren in die darunterliegende Lederhaut (Dermis) eindringt. Dort erreicht sie erst nach Stunden freie Nervenendigungen (Nozizeptoren). Dagegen schmerzen Hauteinstiche spröder, ungebrochener Brennhaare schon in Sekundenbruchteilen. Die relativ lange Gift-Kontaktzeit ist zur späteren Verätzungsintensität direkt proportional. Nur langsam unter stechenden Schmerzen mit Schwellungen wird das in die Lederhaut eingedrungene Gift abgebaut und die großflächig verätzte Oberhaut durch eine neue ersetzt.
Die Brennnessel hat damit einer Reaktion der Haut ihren Namen gegeben, der Nesselsucht oder Urtikaria. Genau wie bei einer Reizung durch Brennnesseln verursacht sie juckende Quaddeln und es wird Histamin aus Mastzellen der Haut freigesetzt. Die Ursachen können jedoch sehr unterschiedlich sein.

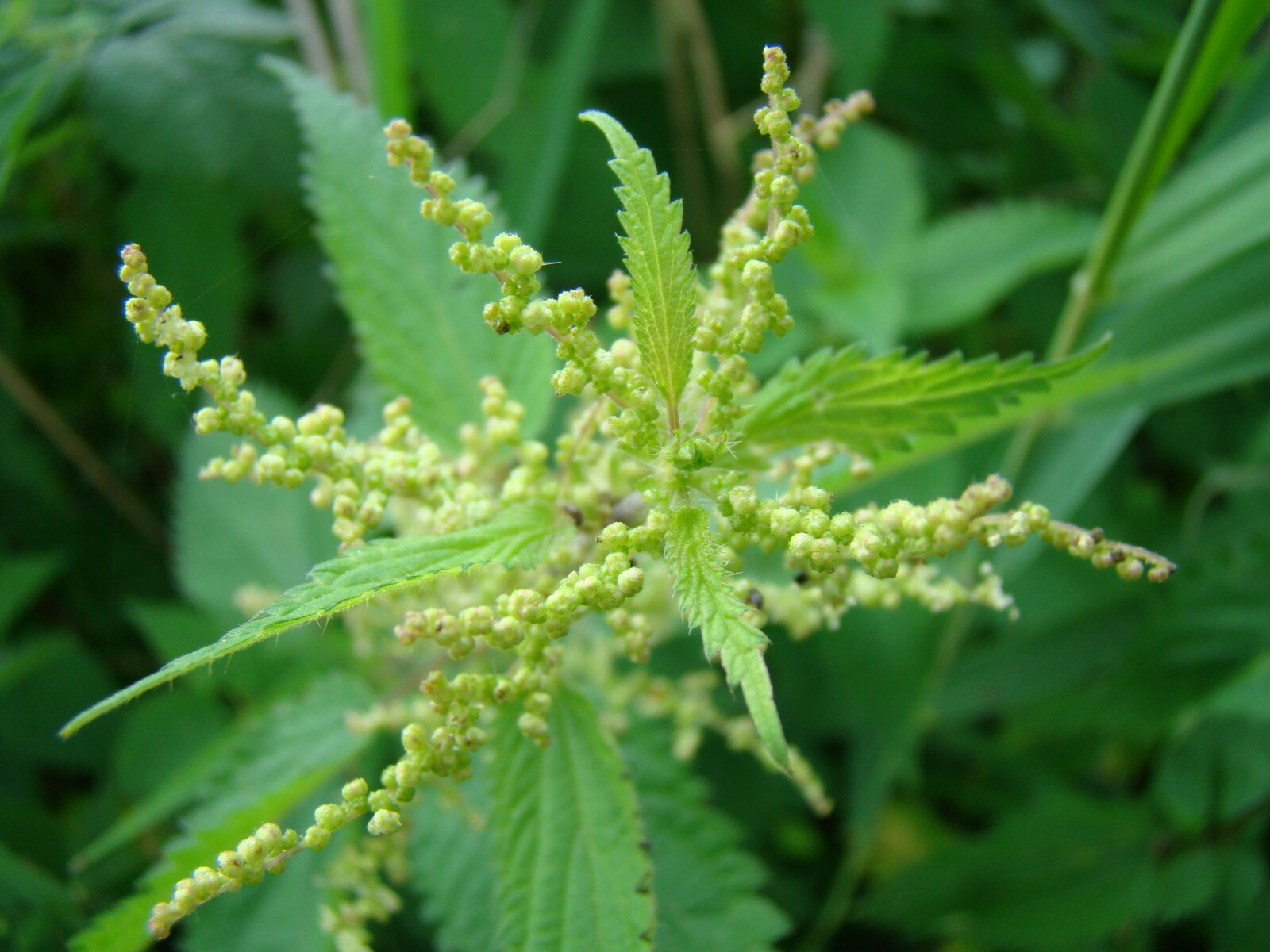
Männlicher Blütenstand einer Großen Brennnessel kurz vor dem Aufblühen

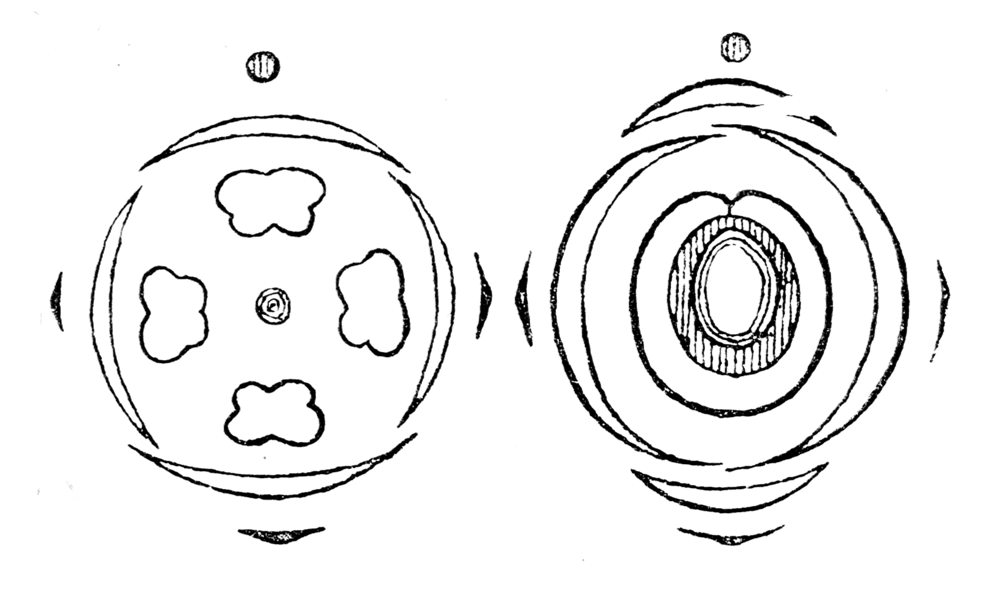
Blütendiagramme von Urtica:
A männliche, B weibliche Blüte

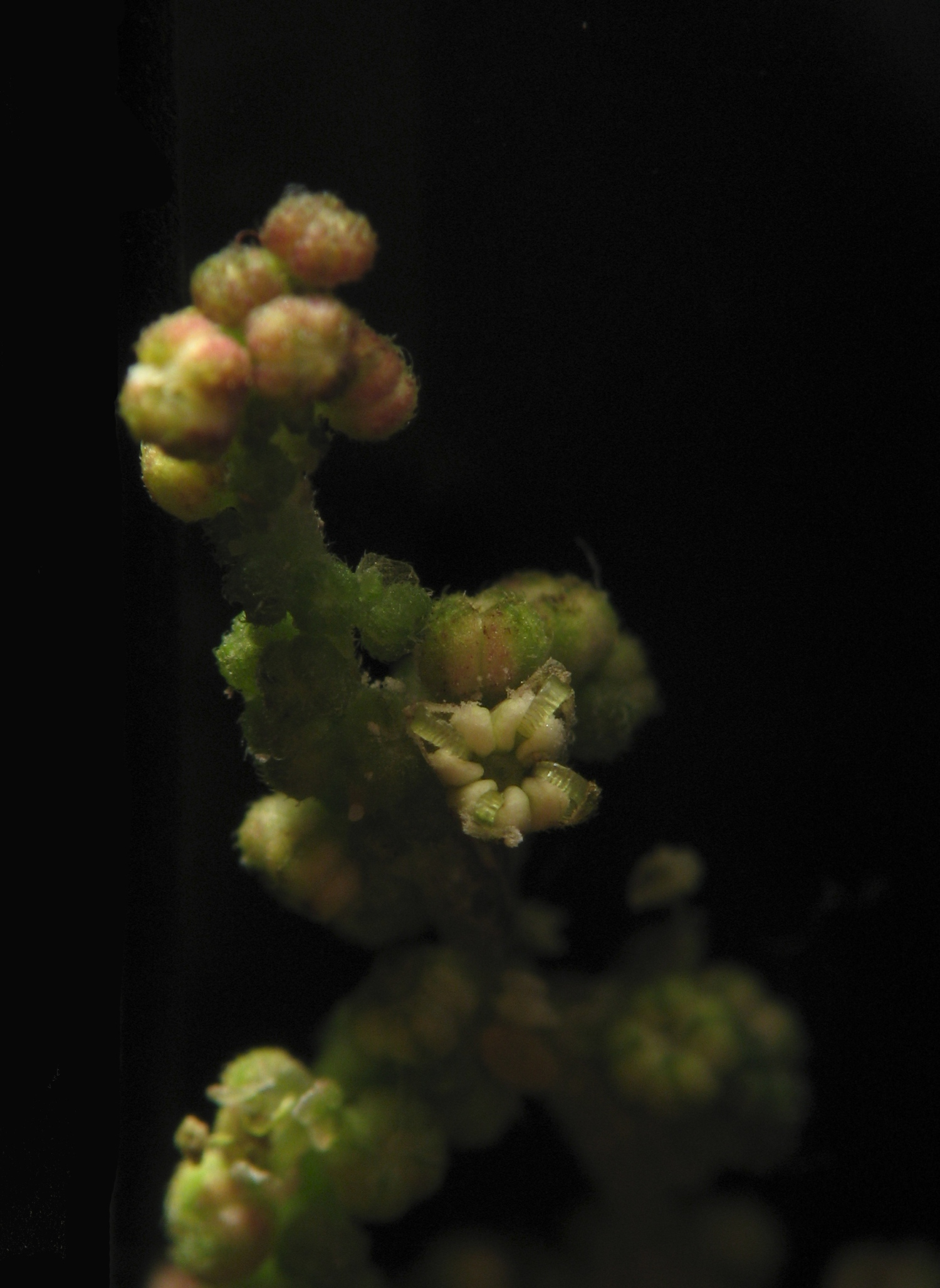
Ausschnitt eines Teilblütenstandes: Nahaufnahme einer männlichen Blüte, bei der Blüte in der Bildmitte sind die Blütenhüllblätter bereits geöffnet, die Staubblätter aber noch gespannt

### Generative Merkmale
Brennnesseln sind je nach Art einhäusig (monözisch) oder zweihäusig (diözisch) getrenntgeschlechtig. In den Blattachseln stehen in verzweigten, rispigen, ährigen, traubigen oder kopfigen Gesamtblütenständen viele zymöse Teilblütenstände mit jeweils vielen Blüten zusammen. Die relativ kleinen, unauffälligen, immer eingeschlechtigen Blüten sind zwei- bis sechs-, meist jedoch vier- bis fünfzählig.
Die eingeschlechtigen Blüten sind etwas reduziert. Es sind (zwei bis) vier (bis fünf) Blütenhüllblätter vorhanden. Die männlichen Blüten enthalten meist (zwei bis) vier (bis fünf) Staubblätter. Die weiblichen Blüten enthalten einen Fruchtknoten, der zentral in der Blüte liegt und aus nur einem Fruchtblatt gebildet wird.
Die sitzenden, in den haltbaren inneren Blütenhüllblättern locker eingehüllten Nüsschen sind gerade, seitlich abgeflacht, eiförmig oder deltoid. Die aufrechten Samen enthalten wenig Endosperm und zwei fleischige, fast kreisförmige Keimblätter (Kotyledonen).
Die Chromosomengrundzahl beträgt x = 12 oder 13.

## Einige morphologisch ähnliche Arten
Die Arten der mit den Brennnesseln nicht verwandten Gattung der Taubnesseln (Lamium) sehen den Brennnesseln in Wuchs und Blattform sehr ähnlich, besitzen aber keine Brennhaare und sehr viel größere und auffälligere Blüten. Die ebenfalls ähnlichen Blätter der Nesselblättrigen Glockenblume (Campanula trachelium) sind dagegen wechselständig.

## Ökologie

### Ausbreitung
Brennnessel-Arten sind windbestäubt. Wenn sich bei den männlichen Blüten die Blütenhüllblätter öffnen, schnellen ihre Staubblätter hervor; dabei wird explosionsartig eine Wolke von Pollen in die Luft geschleudert. Der Wind überträgt anschließend den Pollen auf die weiblichen Blüten.
Die Ausbreitung der Diasporen erfolgt durch Wind und Tiere.

### Lebensraum für Schmetterlinge

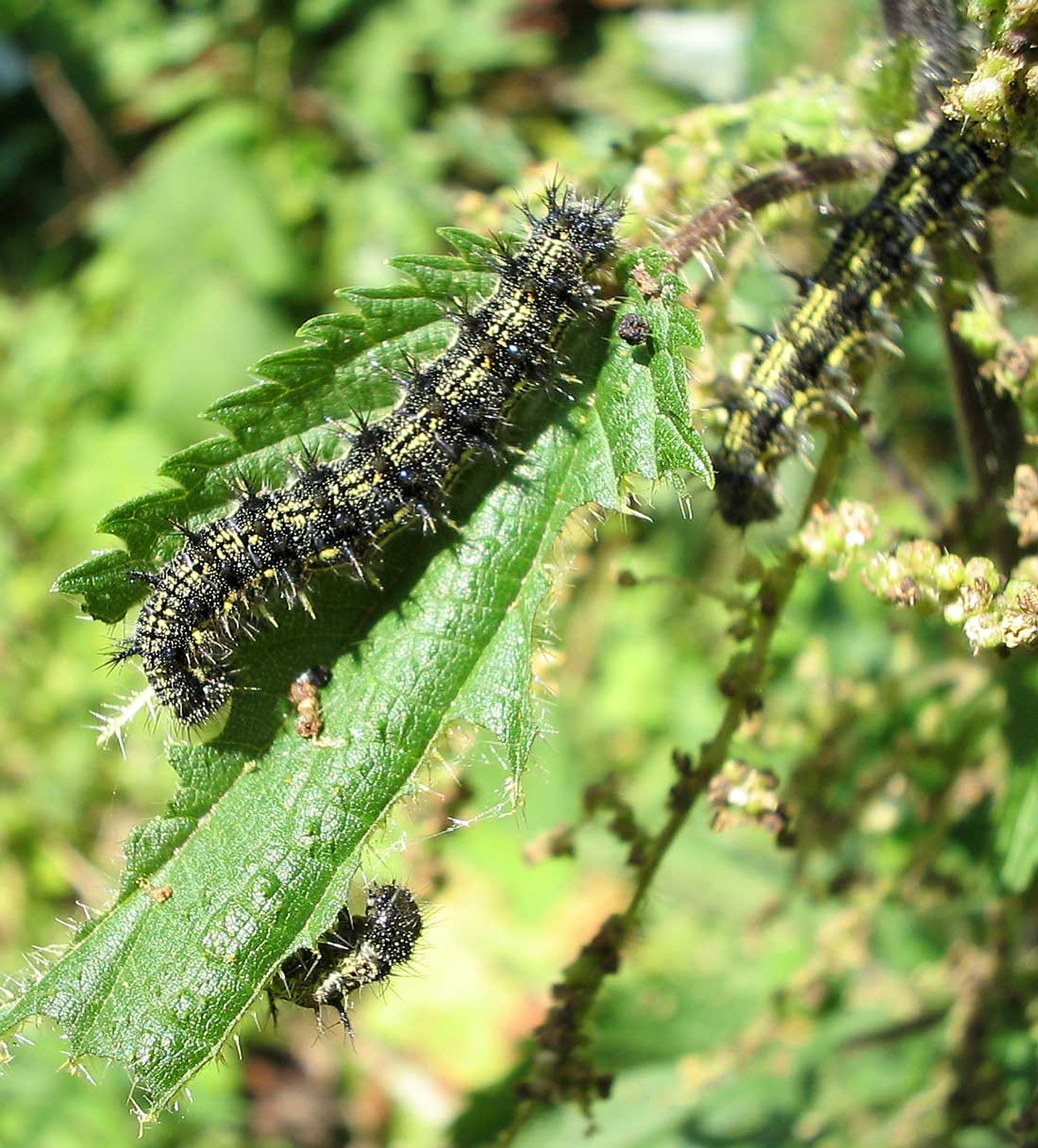
Raupe des Kleinen Fuchses auf Brennnessel

Für die Raupen von rund 50 Schmetterlingsarten sind bestimmte Brennnessel-Arten eine Futterpflanze.
Die Schmetterlingsarten Admiral, Tagpfauenauge, Kleiner Fuchs (auch als Nesselfalter bekannt), Silbergraue Nessel-Höckereule, Dunkelgraue Nessel-Höckereule, Brennnessel-Zünslereule (Hypena obesalis) und das Landkärtchen sind dafür sogar auf die Brennnessel angewiesen, andere Pflanzenarten kommen für diese Arten nicht in Betracht (Monophagie). Trotzdem scheinen sich diese Schmetterlingsarten kaum gegenseitig Konkurrenz zu machen, da sie entweder jeweils eine andere Wuchssorte der Brennnesseln bevorzugen oder relativ selten sind.
- Die Raupen des Kleinen Fuchses sind an trockenen und sonnigen Stellen zu finden.
- Das Tagpfauenauge mag es zwar gleichfalls sonnig, aber dennoch luftfeucht und bevorzugt daher Plätze an Gewässern.

Beide Arten benötigen überdies größere Brennnesselbestände.
- Der Admiral dagegen gibt sich schon mit Ansammlungen einiger weniger Pflanzen zufrieden und bevorzugt eher kümmerliche Brennnesseln.
- Das Landkärtchen sucht sich die schattigsten Wuchsorte der Brennnessel aus, die oft großen und dichten Bestände in den fluss- und bachbegleitenden Auwäldern.

Auf fast jeder Brennnessel sind Fraßspuren einzelner Insekten zu finden. Dabei müssen diese eine Strategie entwickelt haben, mit der sie die Brennhaare umgehen. Sie fressen sich um die Haare herum und bevorzugen dabei die Wege entlang der Blattadern und der Blattränder, da sich dort keine Brennhaare befinden. Vorteilhaft für die Insekten: Das Gift dringt nicht aus der Spitze, wenn das Haar unten an der Wurzel angefressen wird.

## Vorkommen
Die Gattung Urtica ist fast weltweit verbreitet, lediglich in der Antarktis kommen keine Arten vor. Von den 30 bis 70 Urtica-Arten kommen 14 in China vor. Hauptsächlich gedeihen Urtica-Arten in den gemäßigten Gebieten der Nord- und der Südhalbkugel. Es gibt aber auch Arten in den Gebirgen der Tropen.
Im deutschsprachigen Raum kommen vier Brennnessel-Arten vor: Die bekanntesten sind die zweihäusige Große Brennnessel (Urtica dioica) und die einhäusige Kleine Brennnessel (Urtica urens); außerdem existieren hier noch die Röhricht-Brennnessel (Urtica kioviensis) und die aus dem Mittelmeerraum eingeschleppte Pillen-Brennnessel (Urtica pilulifera), deren gelegentliche mitteleuropäische Vorkommen auf die Kulturflucht aus Kräutergärten zurückzuführen ist, in denen sie wegen ihrer schleimigen Samen kultiviert wurde.
Einige Arten sind sehr anspruchslos und besiedeln deshalb ein breites Spektrum an Habitaten.

## Zeigerfunktion
Ein starker Brennnesselwuchs gilt allgemein als Zeiger für einen stickstoffreichen Boden und bildet sich oft als Ruderalpflanze auf früher besiedelten Stellen aus. Eine große Anzahl Brennnesseln in einem Gebiet erlaubt es somit, auch ohne chemische Untersuchungen Rückschlüsse auf die Bodenbeschaffenheit zu ziehen.

## Systematik
Die Gattung Urtica wurde 1753 durch Carl von Linné in Species Plantarum aufgestellt. Zum Protolog gehört auch die Diagnose in Genera Plantarum. Der Gattungsname Urtica leitet sich vom lateinischen Wort urere für „brennen“ ab. Synonyme für Urtica L. sind: Selepsion Raf., Vrtica Noronha

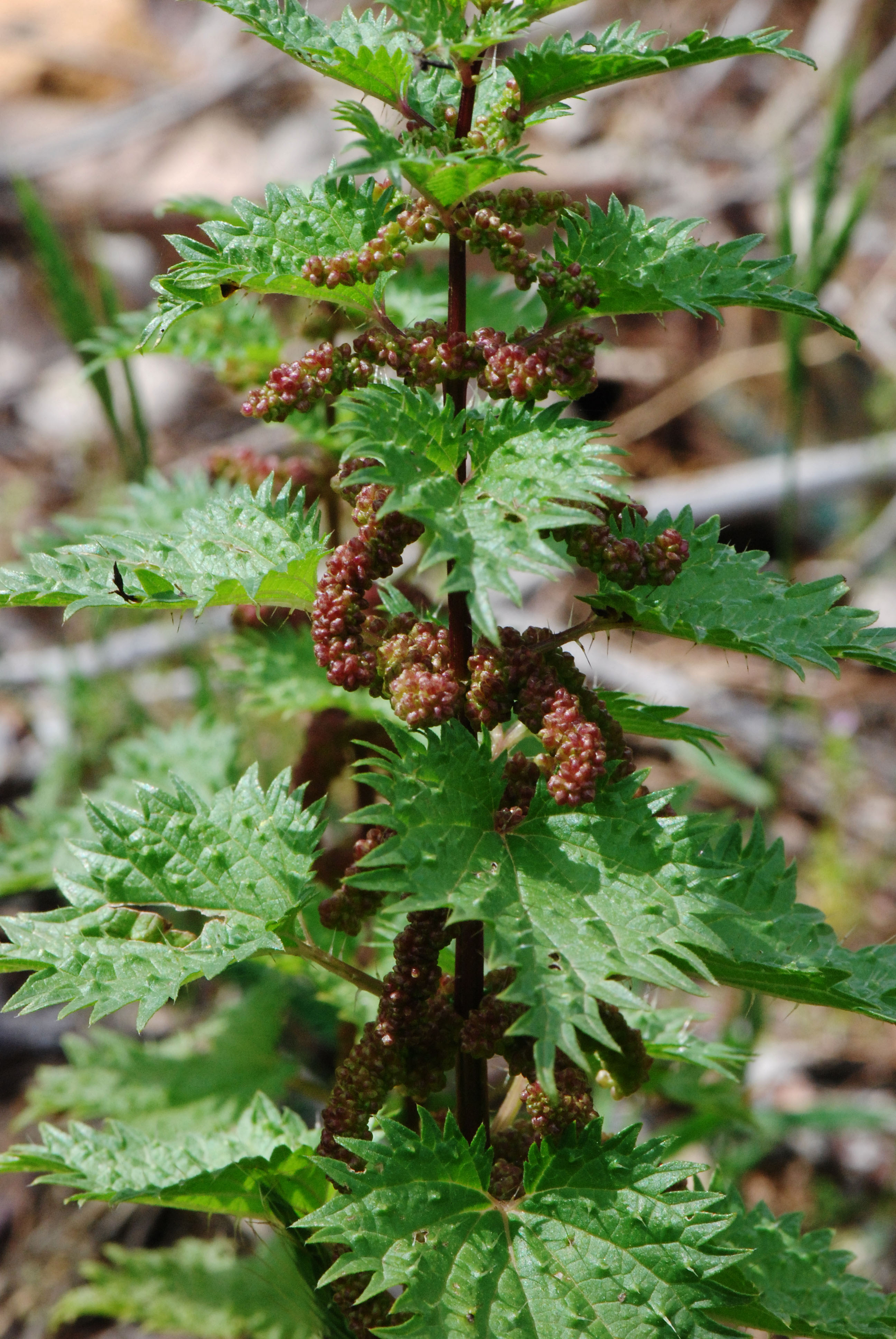
Blühende Urtica atrovirens

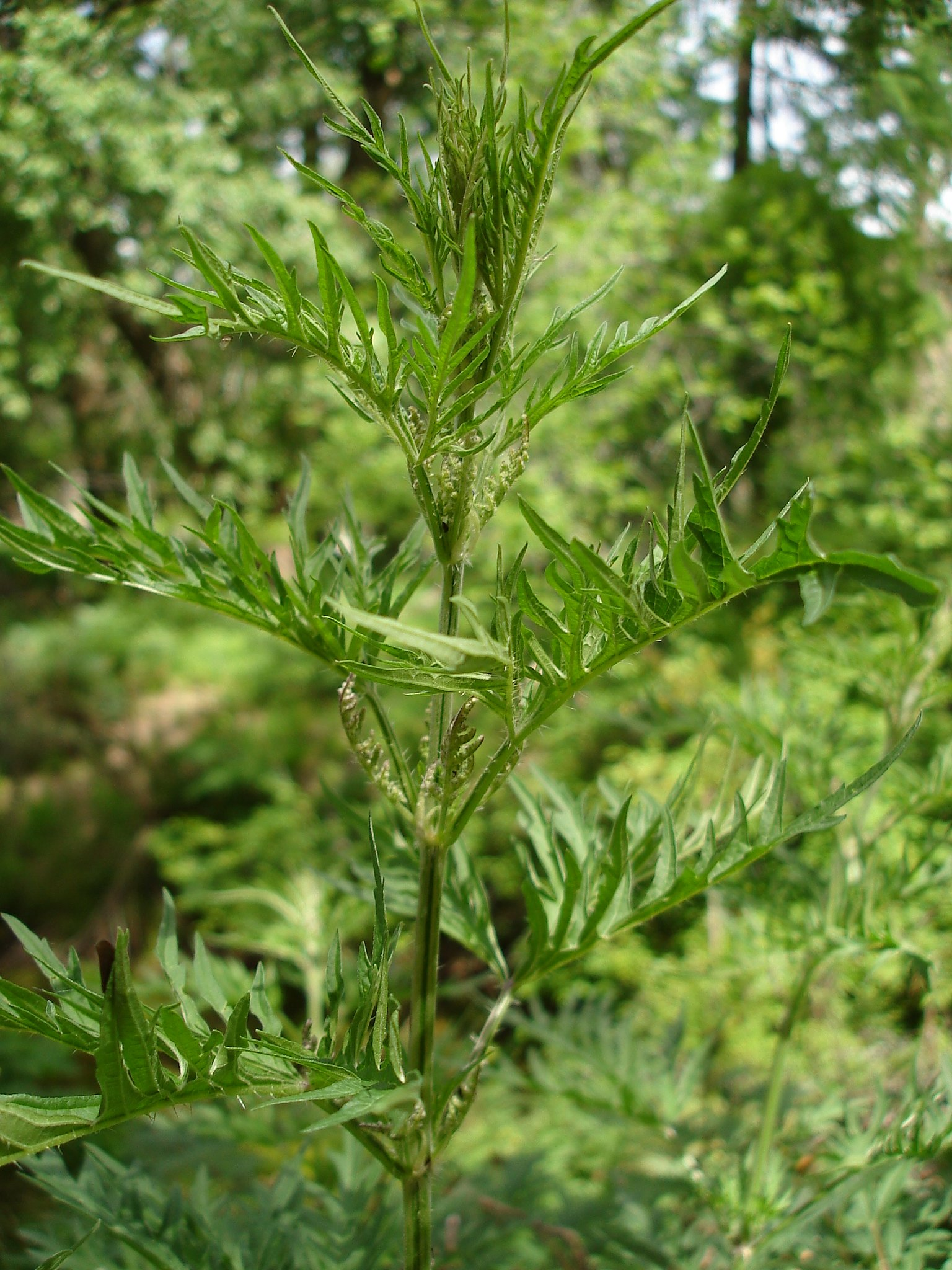
Sibirische Hanfnessel (Urtica cannabina), blühend

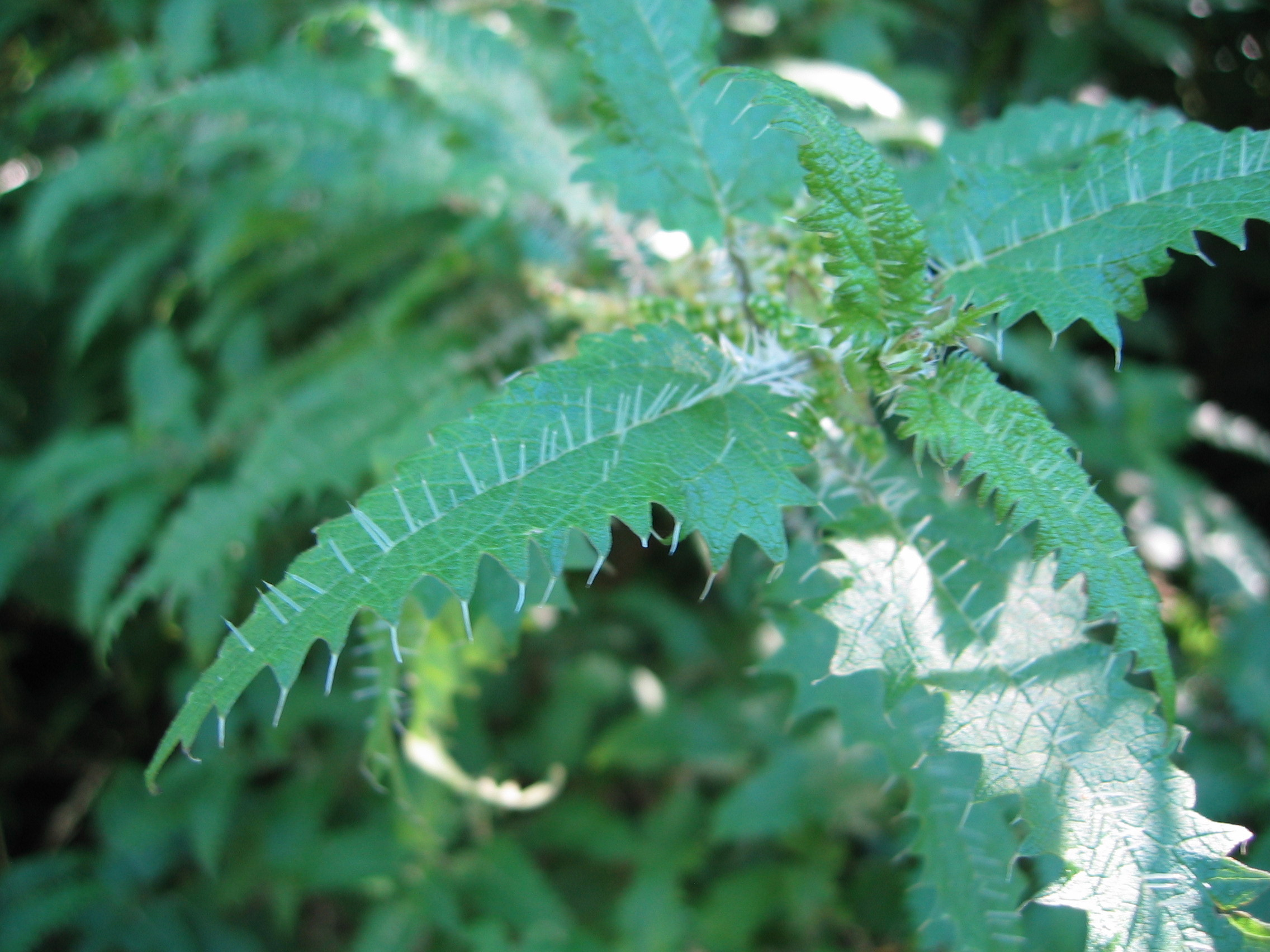
Ongaonga (Urtica ferox)

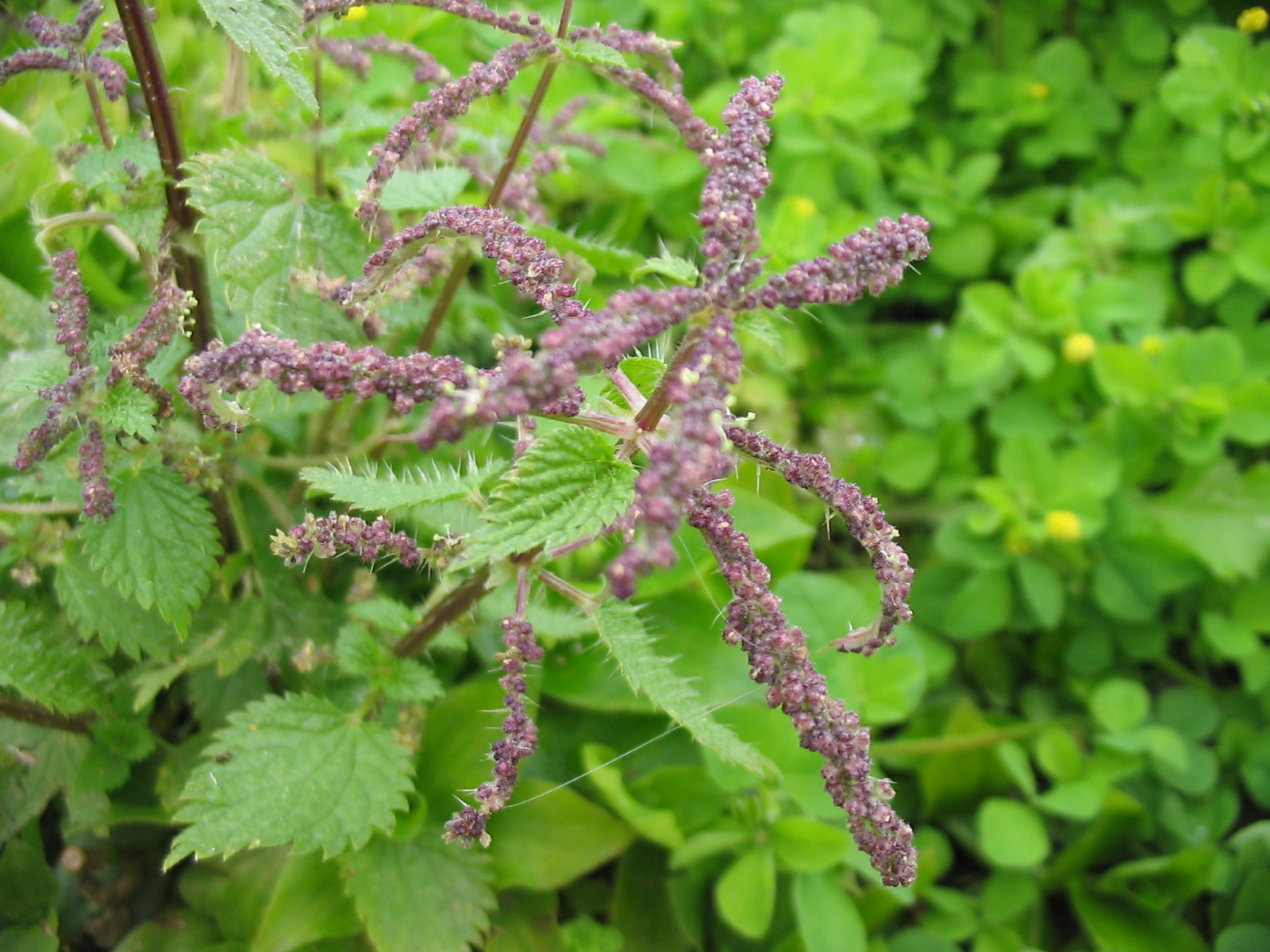
Geschwänzte Brennnessel (Urtica membranacea), blühend

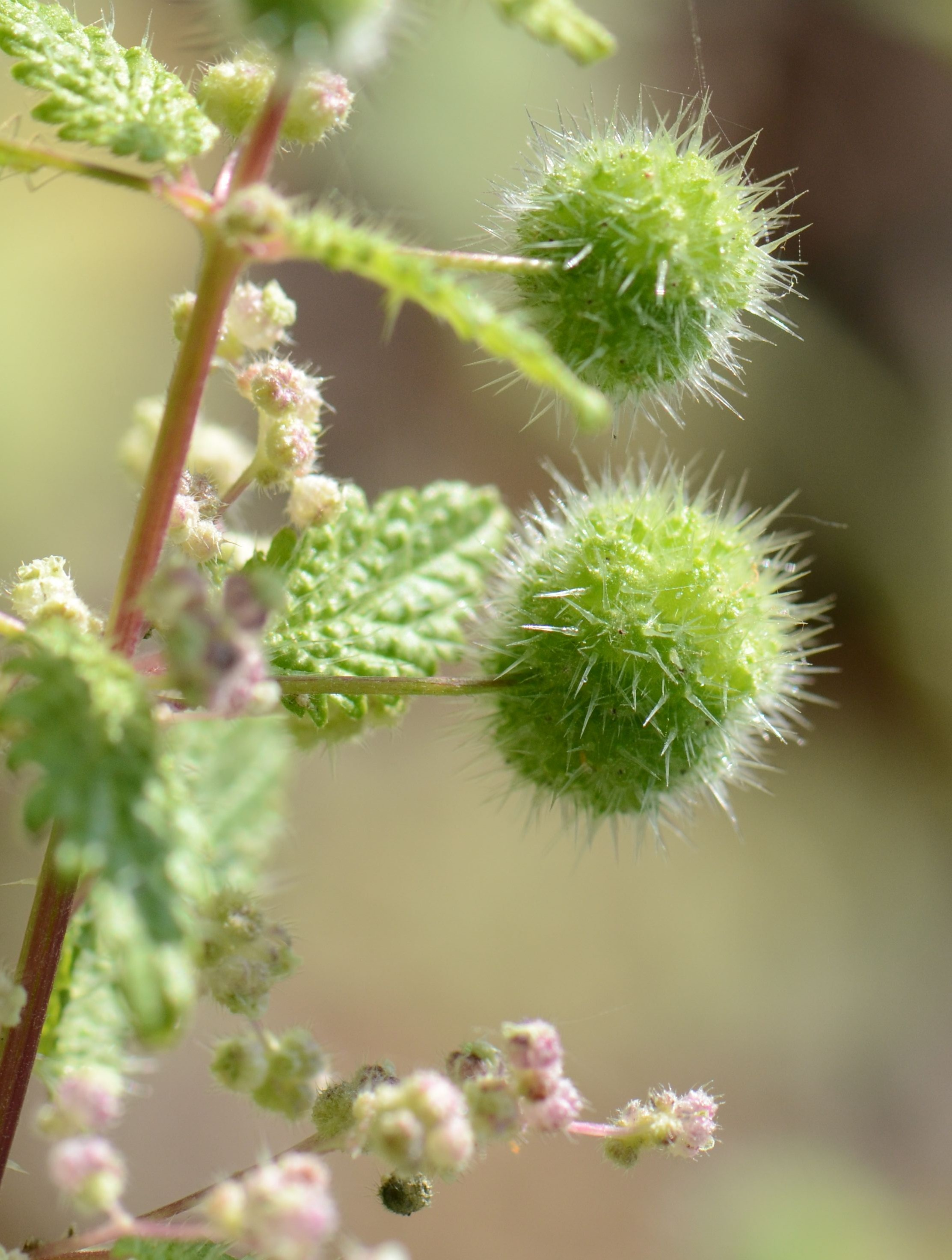
Pillen-Brennnessel (Urtica pilulifera)

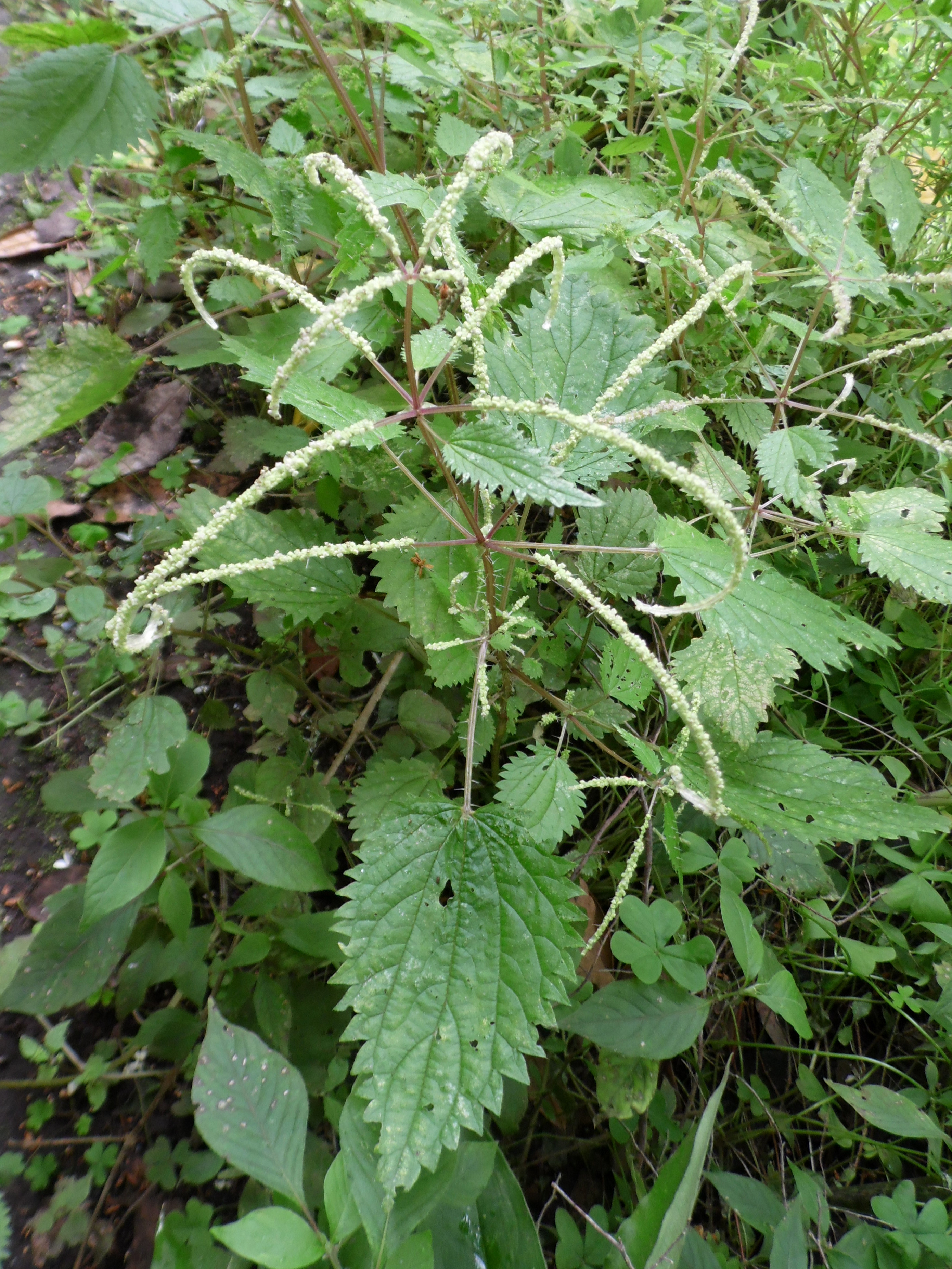
Urtica stachyoides

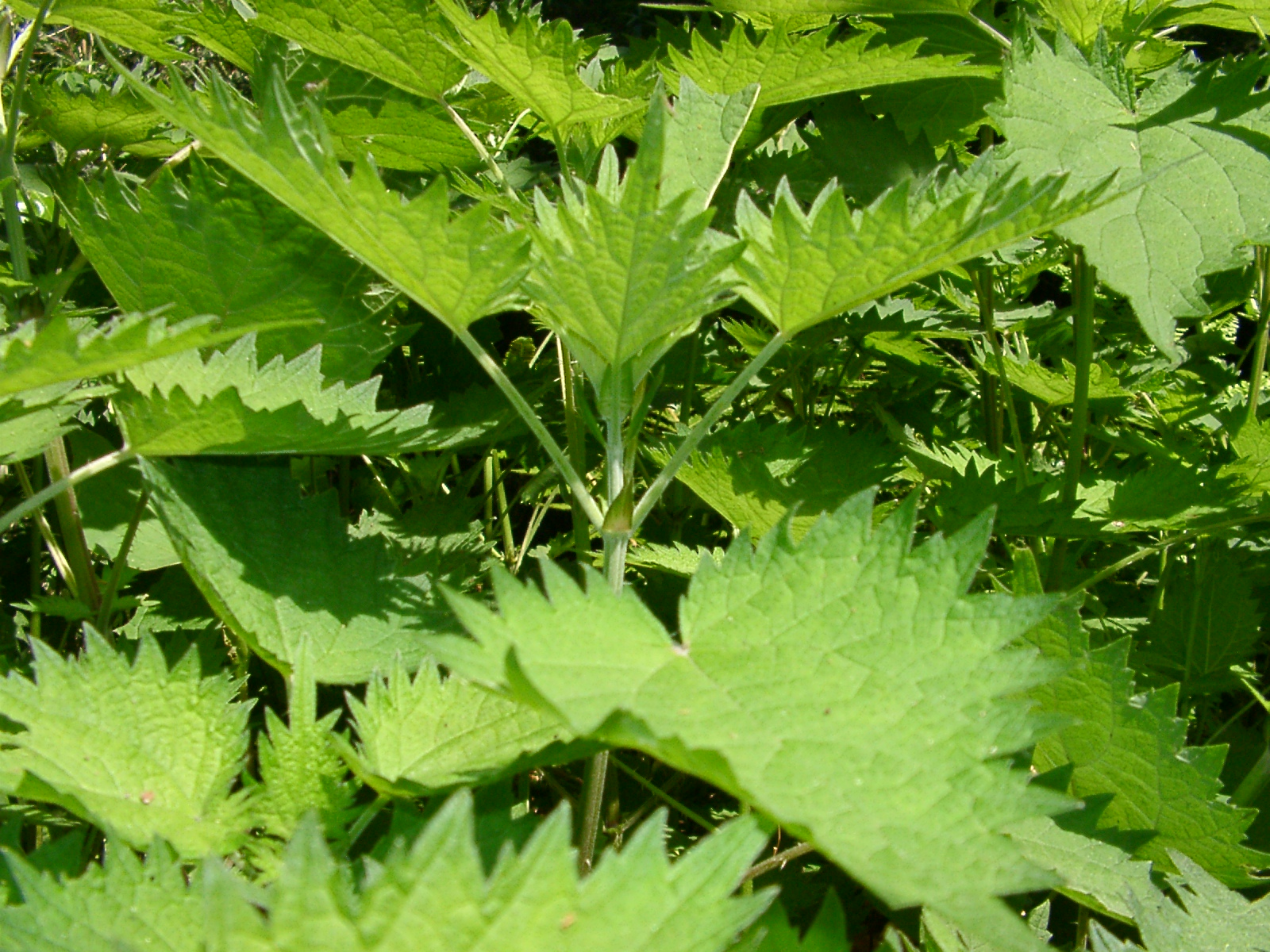
Stängel, gegenständige, gestielte Laubblätter und Nebenblätter von Urtica thunbergiana

Die Gattung der Brennnesseln (Urtica) enthält je nach Autor 30 bis 70 Arten:
- Urtica ardens Link (Syn.: Urtica parviflora Roxb., Urtica virulenta Wall.): Sie kommt im Himalaja vom nördlichen Indien über Bhutan, Sikkim sowie Nepal bis zum südöstlichen Tibet und den chinesischen Provinzen westlichen Guangxi, zentralen bis südlichen Yunnan vor.[8]
- Urtica aspera Petrie: Sie kommt nur auf der neuseeländischen Südinsel vor.[9]
- Urtica atrichocaulis (Hand.-Mazz.) C.J.Chen: Sie gedeiht in Tälern, entlang von Fließgewässern und an Straßenrändern in Höhenlagen von 300 bis 2600 Metern in den chinesischen Provinzen südwestliches Guizhou, Sichuan sowie Yunnan.[1]
- Urtica atrovirens Req. ex Loisel. (Syn.: Urtica grandidentata Moris): Sie kommt nur auf Korsika, Sardinien und dem italienischen Toskanischen Archipel vor.[1]
- Urtica australis Hook. f. (Syn.: Urtica aucklandica Hook. f.): Sie kommt nur auf kleinen Inseln um Neuseeland vor.[9]
- Urtica ballotifolia Wedd. (Syn.: Urtica ballotifolia var. macrostachya Wedd., Urtica longispica Killip): Sie kommt im westlichen Südamerika von Kolumbien über Ecuador bis Peru und bis zum nordwestlichen Venezuela vor.[1]
- Urtica berteroana Phil. (Syn.: Urtica echinata var. berteroana (Phil.) Wedd.): Sie kommt im westlichen Bolivien und im zentralen Chile vor.[1]
- Mallorca-Brennnessel[10] (Urtica bianorii (Knoche) Paiva): Sie ist auf Mallorca endemisch.[11]
- Sibirische Hanfnessel[10] (Urtica cannabina L.): Sie ist in Zentralasien von Sibirien und China weitverbreitet. Es gibt Fundortangaben für Kasachstan, Kirgisistan, China, Chita, die Innere Mongolei, die Mongolei, Altai, Burjatien, Irkutsk, Krasnoyarsk sowie Jakutien. Sie ist in vielen Gebieten Eurasiens ein Neophyt.[1]
- Urtica chamaedryoides Pursh: Es gibt zwei Unterarten:[1]
  - Urtica chamaedryoides Pursh subsp. chamaedryoides (Syn.: Urtica alba Raf., Urtica aureliana Riddell, Urtica berlandiera Blume, Urtica bovista Riddell ex Wedd., Urtica chamaedryoides var. angustifolia Wedd., Urtica chamaedryoides var. latifolia Wedd., Urtica chamaedryoides var. orizabae (Liebm.) Wedd., Urtica chamaedryoides var. parvifolia Wedd., Urtica chamaedryoides var. runyonii Correll, Urtica gracilescens Blume, Urtica gracilis Raf. non Aiton, Urtica orizabae Liebm., Urtica propinqua Liebm., Urtica purpurascens Nutt., Urtica stachydifolia Kunth & C.D.Bouché, Urtica verna Raf.): Sie kommt von den zentralen und südöstlichen Vereinigten Staaten bis Guatemala vor.[1]
  - Urtica chamaedryoides subsp. microsperma Hauman: Sie kommt von Bolivien bis ins nordöstliche und nördliche-zentrale Argentinien vor.[1]
- Urtica chengkouensis W.T.Wang: Sie wurde 2017 aus Sichuan erstbeschrieben.[1]
- Urtica circularis Sorarú (Syn.: Urtica chamaedryoides var. circularis (Hicken) Hauman, Urtica spatulata var. circularis Hicken): Sie kommt vom südlichen Bolivien über Paraguay sowie Uruguay bis zum südlichen Brasilien und nördlichen Argentinien vor.[1]
- Große Brennnessel[10] (Urtica dioica L.): Sie ist in Eurasien, Nordafrika und Nordamerika weitverbreitet und ist in Polynesien sowie Südamerika ein Neophyt.
- Urtica echinata Benth.: Sie kommt vom westlichen Südamerika bis zum nordwestlichen Argentinien vor.[1]
- Urtica ferox G.Forst.: Sie kommt auf der Nord- und Südinsel Neuseelands vor.[9] Die Berührung mit den Blättern dieser Art kann schwere Vergiftungen hervorrufen.
- Urtica fissa E.Pritz.: Sie kommt in Vietnam und in China vor.[8]
- Urtica flabellata Kunth: Sie kommt von westlichen Südamerika bis Argentinien vor.[1]
- Urtica glomeruliflora Steud.: Dieser Endemit kommt auf den Juan-Fernández-Inseln vor.[1]
- Urtica gracilis Aiton: Es gibt etwa fünf Unterarten:[1]
  - Urtica gracilis subsp. aquatica (Liebm.) Weigend (Syn.: Urtica aquatica Liebm., Urtica mexicana Blume, Urtica serra Blume): Sie kommt von Mexiko bis Guatemala vor.[1]
  - Urtica gracilis Aiton subsp. gracilis (Syn.: Urtica californica Greene, Urtica cardiophylla Rydb., Urtica dioica var. californica (Greene) C.L.Hitchc., Urtica dioica subsp. gracilis (Aiton) Selander, Urtica dioica var. gracilis (Aiton) Roy L.Taylor & MacBryde, Urtica dioica var. lyallii (S.Watson) C.L.Hitchc., Urtica dioica var. procera (Muhl. ex Willd.) Wedd., Urtica gracilis var. latifolia Farw., Urtica lyallii S.Watson, Urtica lyallii var. californica (Greene) Jeps., Urtica procera Muhl. ex Willd., Urtica strigosissima Rydb., Urtica viridis Rydb.): Sie ist in Nordamerika von Alaska über die USA bis Mexiko weitverbreitet.[1]
  - Urtica gracilis subsp. holosericea (Nutt.) W.A.Weber (Syn.: Urtica breweri S.Watson, Urtica dioica subsp. holosericea (Nutt.) Thorne, Urtica dioica var. holosericea (Nutt.) C.L.Hitchc., Urtica dioica var. occidentalis S.Watson, Urtica gracilis var. densa (Jeps.) Jeps., Urtica gracilis var. greenei (Jeps.) Jeps., Urtica gracilis var. holosericea (Nutt.) Jeps., Urtica holosericea (Nutt.) Nutt., Urtica trachycarpa Wedd.): Sie kommt von den westlichen bis westlichen-zentralen USA bis zum mexikanischen Bundesstaat Baja California Norte vor.[1]
  - Urtica gracilis subsp. incaica Weigend: Sie kommt in Peru vor.[1]
  - Urtica gracilis subsp. mollis (Steud.) Weigend (Syn.: Urtica buchtienii Ross): Sie kommt in Chile und in Argentinien vor.[1]
- Urtica hyperborea Jacq. ex Wedd.: Sie kommt in China und in Sikkim vor.[8]
- Urtica incisa Poir.: Sie kommt in Australien, Tasmanien und auf Neuseeland vor.[9]
- Röhricht-Brennnessel[10] (Urtica kioviensis Rogow.): Sie kommt in Mittel- und Osteuropa vor.
- Urtica laetevirens Maxim.: Sie kommt in zwei Unterarten in China, Japan, Korea und im fernöstlichen Russland vor.[8]
- Urtica leptophylla Kunth: Sie kommt von Mittelamerika bis Bolivien und dem nordwestlichen Venezuela vor.[1]
- Urtica lilloi (Hauman) Geltman: Sie kommt im nordwestlichen Argentinien vor.[1]
- Urtica linearifolia (Hook. f.) Cockayne: Sie kommt in Neuseeland vor.[9]
- Urtica macbridei Killip: Sie kommt in Ecuador und in Peru vor.[1]
- Urtica magellanica Juss. ex Poir.: Sie kommt von Ecuador bis ins südliche Südamerika vor.[1]
- Urtica mairei H.Lév.: Sie kommt vom südöstlichen Tibet bis China und dem nordöstlichen Vietnam und in Taiwan vor.[1]
- Urtica masafuerae Phil.: Dieser Endemit kommt nur auf den Juan-Fernández-Inseln vor.[1]
- Geschwänzte Brennnessel[10] (Urtica membranacea Poir. ex Savigny): Sie kommt in Europa im Mittelmeerraum, in Westeuropa und auf den Azoren vor.
- Urtica mexicana Liebm.: Sie kommt von Mexiko bis Guatemala vor.[1]
- Urtica mollis Steud.: Sie wird auch als Unterart Urtica gracilis subsp. mollis (Steud.) Weigend angesehen. Sie kommt in Chile und Argentinien vor.[1]
- Maulbeerblättrige Brennnessel[10] (Urtica morifolia Poir.), kommt auf Madeira, den Kanaren und eingebürgert auf den Azoren vor.[11]
- Urtica orizabae Liebm.: Sie wird als Synonym von Urtica chamaedryoides Pursh angesehen.[1]
- Urtica parviflora Roxb.: Sie kommt im nördlichen Indien, in Kaschmir, Nepal, Sikkim, Bhutan und in China vor.[8]
- Pillen-Brennnessel[10] (Urtica pilulifera L.): Sie ist in Eurasien und Nordafrika weitverbreitet.
- Urtica pubescens Ledeb.: Sie kommt in Russland vor.
- Urtica platyphylla Wedd.: Sie kommt in Japan, auf den Kurilen, in Sachalin, Kamtschatka und in Russlands fernem Osten vor.[1]
- Urtica praetermissa V.W.Steinm.: Sie kommt im zentralen und südwestlichen Mexiko vor.[1]
- Urtica rupestris Guss.: Dieser Endemit kommt nur auf Sizilien vor.
- Urtica sondenii (Simmons) Avrorin ex Geltman: Sie kommt in Nord- und Osteuropa vor.
- Urtica spirealis Blume: Sie kommt von Mexiko bis Guatemala vor.[1]
- Urtica stachyoides Webb & Benth.: Sie kommt nur auf den Kanaren vor.[11]
- Urtica taiwaniana S.S.Ying: Sie kommt in Taiwan in Höhenlagen zwischen 3400 und 3600 Metern vor.[8]
- Urtica thunbergiana Sieb. & Zucc.: Sie kommt im westlichen Yunnan, in Taiwan und im südlichen Japan vor.[8]
- Urtica triangularis Hand.-Mazz.: Sie kommt in drei Unterarten in China in Höhenlagen zwischen 2500 und 4100 Metern vor.[8]
- Urtica trichantha (Wedd.) Acevedo & Navas: Sie kommt von Peru bis ins nördliche Chile vor.[1]
- Kleine Brennnessel[10] (Urtica urens L.): Sie ist in Eurasien, Nordafrika, Nordamerika und Grönland weitverbreitet.

Nicht mehr zur Gattung Urtica gehören:
- Urtica angustifolia Fisch. ex Hornem.: Sie kommt in Asien, besonders in China, vor.[8] → Boehmeria virgata subsp. macrophylla (Hornem.) Friis & Wilmot-Dear
- Urtica heterophylla Vahl → Girardinia diversifolia (Link) Friis

## Inhaltsstoffe
Es konnten verschiedene phenolische Säuren, Lignane sowie Flavonoide wie Rutin und Isoquercitrin identifiziert werden.

## Verwendung
Die meisten der folgenden Aspekte beziehen sich auf die Große Brennnessel (Urtica dioica), die unter anderem als Heil- und Nutzpflanze dient.

### Lebensmittel

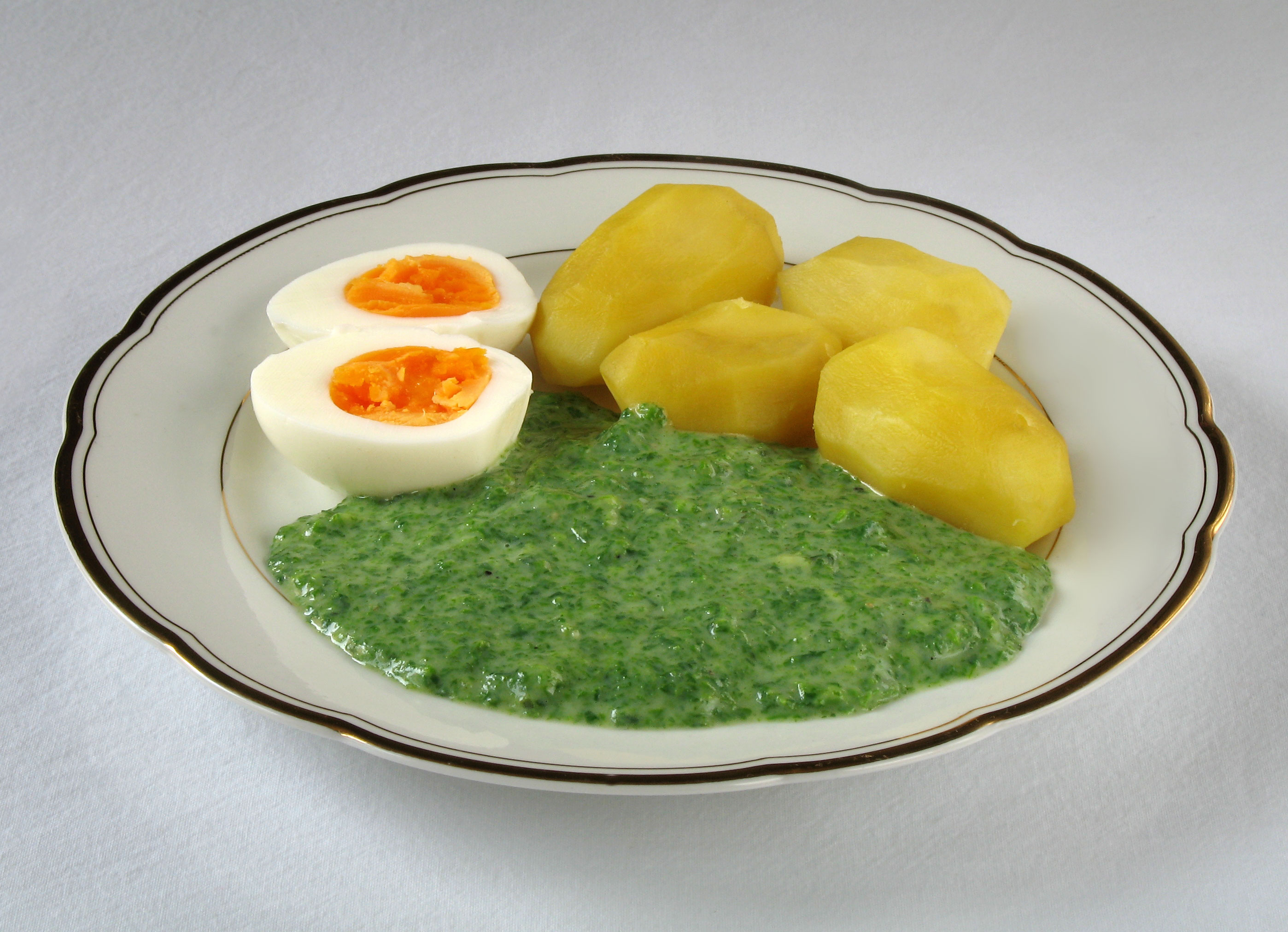
Brennnesselspinat mit Salzkartoffeln und Ei

Von einigen Arten werden die grünen Pflanzenteile, die unterirdischen Pflanzenteile und die Samen verwendet. Als Frühjahrsgemüse werden die jungen Brennnesseltriebe wegen ihres hohen Gehalts an Flavonoiden, Mineralstoffen wie Magnesium, Kalzium und Silizium, Vitamin A und C (etwa doppelt so viel Vitamin C wie Orangen), Eisen, aber auch wegen ihres hohen Eiweißgehalts geschätzt. Die Brennnessel enthält in der Trockenmasse etwa 30 Prozent Eiweißanteil. Der Geschmack wird als „dem Spinat ähnlich, aber aromatischer“ und als feinsäuerlich beschrieben.
Die Nutzung von wild gesammelten Brennnesseln als Nahrungsmittel (Wildkraut), vor allem von frischen Trieben im Frühjahr, ist seit der Antike aus Nord- und Westeuropa sowie der indigenen Bevölkerung Kanadas bezeugt. Die Nutzung erfolgte als Wildgemüse (in Schottland kail), Suppe oder Tee. Besondere Verwendungen waren etwa die Zugabe beim Kochen, um zartes Fleisch zu erhalten, oder als Ersatz für Lab zur Käsebereitung.
Die Samen der Brennnessel eignen sich geröstet zum Verzehr oder lassen sich zu Brennnesselsamenöl weiterverarbeiten.
Der unangenehmen Wirkung der Nesselhaare kann man bei der rohen Verwendung für beispielsweise Salate entgegenwirken, indem man die jungen oberirdischen Pflanzenteile in ein Tuch wickelt und stark wringt, sie beispielsweise mit einem Wiegemesser sehr fein schneidet, mit einem Nudelholz gut durchwalkt oder ihnen eine kräftige Dusche verabreicht. Kochen sowie kurzes Blanchieren für Brennnesselspinat sowie -suppe macht die Nesselhaare ebenfalls unschädlich. Auch durch das Trocknen der oberirdischen Pflanzenteile für die Teezubereitung verlieren sie ihre reizende Wirkung.

### Fasergewinnung
Textilien aus Brennnesseln wurden bereits im Altertum hergestellt. Dieser Art der Verwendung war nicht auf einzelne Regionen beschränkt. Im letzten Drittel des 19. Jahrhunderts lebte das Interesse an der heimischen Faserpflanze aufgrund einer Baumwollknappheit wieder auf. Um 1900 galt Nessel als das „Leinen der armen Leute“. Im Zweiten Weltkrieg wurde Nesseltuch verstärkt in Deutschland für Armee-Bekleidung verwendet.
Der Fasergehalt der Zellulosefasern in wilden Brennnesseln erreicht im Durchschnitt etwa fünf Prozent und konnte in zur Fasergewinnung optimierten Zuchtlinien bis auf 22 Prozent gesteigert werden. Der Rohfaserertrag lag bei Anbauversuchen um 2003 bei maximal etwa einer Tonne pro Hektar Anbaufläche. Die Fasern können durch mikrobiologische Prozesse freigelegt werden.

### Färberpflanze
Lange Zeit gehörte die Brennnessel zu den Färberpflanzen. Wolle kann man mit ihrer Wurzel, nach Vorbeizen mit Alaun, wachsgelb färben. Mit einer Zinnvorbeize, Kupfernachbeize und einem Ammoniak-Entwicklungsbad erzielen die oberirdischen Teile ein kräftiges Graugrün. Man benötigt etwa 600 Gramm Brennnessel pro 100 Gramm Wolle; besonders bei der Brennnessel kann der Farbton vom Zeitpunkt des Pflückens und Färbens abhängen, deshalb ist die Technik bei Massenproduktion von Kollektionen in Vergessenheit geraten.

### Gärtnerische Verwendung
Die Brennnesseln finden insbesondere im biologischen Gartenbau vielfältige Verwendung. Ein scharfer, nur 24 Stunden angesetzter Kaltwasserauszug („brennende Brennnesseljauche“) als Pflanzenstärkungsmittel soll sowohl die Widerstandskraft behandelter Pflanzen gegenüber Schädlingen erhöhen als auch düngend wirken. Brennnesseljauche wird, im Verhältnis 1:10 bis 1:20, bei verschiedenen Gemüsepflanzen, insbesondere bei Gurken, Kohl, Porree, Tomaten und Zucchini, eingesetzt. Im Garten angebaute oder wildwachsend gesammelte Brennnesseln können zudem als Tee oder Gemüse (Wildkraut) verwendet werden.

## Anbau
Als Kulturpflanze angebaut wird ausschließlich die Große Brennnessel (Urtica dioica), meist als Faserpflanze. Es handelt sich um eine ausdauernde Pflanze, die mehrere Jahre hintereinander auf derselben Fläche geerntet wird, der Anbau gilt als vorteilhaft aufgrund des geringen Aufwands, die Pflanze benötigt aber nährstoffreiche Böden und hat einen hohen Wasserbedarf. Die Art kann aus Samen vermehrt werden, im großflächigen Anbau ist aber vegetative Vermehrung Standard, um einheitliche Erträge zu gewährleisten. Angebaut werden ausgewählte Kulturlinien (meist Klone), deren genaue botanische Zuordnung nicht immer eindeutig ist; diese erreichen Wuchshöhen bis über zwei Meter. Die erste Ernte erfolgt im zweiten Wuchsjahr. Es können Erträge von 3 bis 12 Tonnen pro Hektar Trockenmasse erzielt werden, höhere Erträge aber meist nur bei intensiver Stickstoff-Düngung. Während für Faserproduktion im Herbst geerntet wird, erfolgt die Ernte bereits im Frühjahr (April), wenn vorwiegend Blätter gewonnen werden sollen, etwa für pharmazeutische Produkte. Angebaute Pflanzen können möglicherweise 10 bis 15 Jahre beerntet werden, gute Erträge werden aber, nach den alten Anbauversuchen von Bredemann (1959) vor allem bis zum vierten Jahr berichtet. Für den Anbau zur Blättergewinnung wird auch die einjährige Kleine Brennnessel (Urtica urens) eingesetzt.
Der Anbau der Brennnessel wurde in Deutschland und Österreich vor allem in den Kriegsjahren, als Substitut für ausbleibende Baumwollimporte, betrieben. Damals wurden etwa 500 Hektar Nesseln angebaut. Er geriet nachher bald in Vergessenheit. Klone aus den alten Anbauversuchen durch Gustav Bredemann sind aber in einigen Universitätssammlungen erhalten geblieben. Seit den 1990er Jahren gibt es neue Anbauversuche als nachwachsender Rohstoff, die aber derzeit noch überwiegend experimenteller Natur sind. Ein Anbau, als Nischenprodukt, erfolgt etwa in Ungarn.
Nach der Ernte werden die Pflanzen eine Zeit lang auf dem Acker liegen gelassen, um durch mikrobiellen Abbau die Isolierung der Fasern zu erleichtern (analog dem Rösten beim Flachs). Die Fasern werden anschließend, entweder traditionell enzymatisch durch mikrobiellen Abbau oder alternativ durch chemische Verfahren, isoliert. Mechanische Isolierung ist ebenfalls möglich, liefert aber ein geringwertiges Produkt, das nicht für Textilien verwendbar ist.

## Kulturelle Bedeutung
Die lange Geschichte der Brennnessel, insbesondere der lateinisch und in der Pharmazie früher einfach als Urtica bezeichneten Arten Große Brennnessel und Kleine Brennnessel, als Heilpflanze und Nahrungsmittel führt dazu, dass es eine Vielzahl ethnobotanischer Traditionen und Ansichten über diese Pflanzenarten gibt, die teils dem Bereich der Mythen und des Aber- und Wunderglaubens entstammen.
Einige der Bräuche:
- Am Gründonnerstag Brennnesselgemüse zu essen, was für das folgende Jahr vor Geldnot schützen soll.
- Fünf Nesselblätter in der Hand zu halten, um frei von Furcht und bei kühlem Verstand zu bleiben.
- Am Johannistag Brennnesselpfannkuchen zu essen, um gegen Nixen- und Elfenzauber gefeit zu sein.
- Am 1. Januar Brennnesselkuchen zu essen, um sich ein gutes Jahr zu sichern.